# 마이 와이프 앤 키즈
마이 와이프 앤 키즈(My Wife and Kids)는 2001년부터 2005년까지 방영된 시트콤이다.